# August Windeck

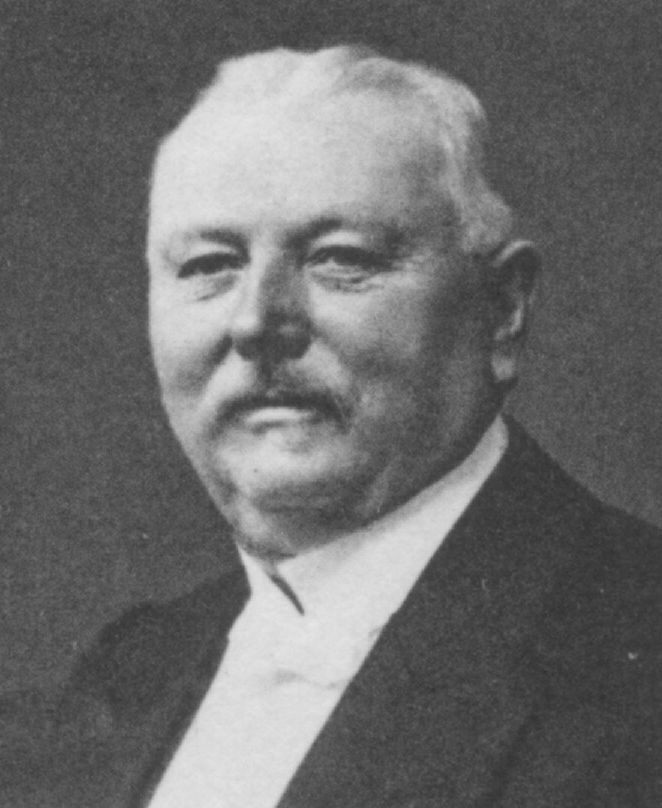
August Windeck als Reichstagsabgeordneter 1912

August Windeck (* 10. Oktober 1853 in Saarbrücken; † 8. Januar 1933 in Metz-Sablon) war ein deutscher Politiker, Bürgermeister und Mitglied des Deutschen Reichstags.

## Leben
Windeck besuchte die Volksschule zu Sulzbach, später das Lemmessche Knabeninstitut zu Saarbrücken und dann die Königliche Provinzialgewerbeschule zu Saarbrücken. Anfänglich war er Korrespondent, später zwölf Jahre Betriebsführer in den Stahlwerken der Familie de Wendel in Hayingen, von 1892 bis 1898 Bürgermeister in Großblittersdorf und ab 1899 Bürgermeister in Hayingen.
1873 war er freiwillig beim 8. Bayerischen Infanterieregiment in Metz eingetreten und 1876 wurde er als Sergeant mit der Qualifikation als Feldwebel entlassen. Von 1888 bis 1892 war er Mitglied des Stadtrats in Hayingen, von 1900 bis 1902 Mitglied des Kreistages Diedenhofen-West und ab 1903 Mitglied des Bezirkstags Lothringen in Metz. Er war Mitglied der Sanitätskommission und der Zivilersatzkommission des Kreises Diedenhofen-West, Präsident des Deutschen Flottenvereins, Ortsgruppe Hayingen und Träger des  Preußischen Roten Adlerordens IV. Klasse.
Von 1912 bis 1918 war er für die Unabhängige Lothringische Partei (ULP) Mitglied des Deutschen Reichstags für den Wahlkreis Reichsland Elsaß-Lothringen 13 (Bolchen, Diedenhofen).